# Streptomyces achromogenes
Streptomyces achromogenes ist ein fadenförmiges, unbewegliches, grampositives und aerobes Bakterium der Gattung Streptomyces. Der Typstamm Streptomyces achromogenes subsp. achromogenes (ATCC 12767) wurde 1953 von Yoshiro Okami und Hamao Umezawa, dem Entdecker von Kanamycin und Bleomycin, aus Gartenboden aus dem Tokioter Stadtbezirk Suginami isoliert. Verschiedene Stämme von Streptomyces achromogenes produzieren eine Reihe von Substanzen und Enzymen, die in der Medizin als Chemotherapeutika und in der molekularbiologischen Forschung als Restriktionsendonukleasen von Bedeutung sind.

## Morphologie und Physiologie
Streptomyces achromogenes ist fadenförmig und unbeweglich sowie grampositiv und aerob, und zählt zur Risikogruppe 1.  Als Kohlenstoffquellen kann Streptomyces achromogenes Glucose, Arabinose, Mannit, Fructose, Rhamnose und Cellulose nutzen. Es ist in der Lage, Gelatine zu verflüssigen, Citrat zu verwerten und Schwefelwasserstoff zu produzieren. Darüber hinaus besitzt es eine Urease, eine Dihydrolase für Arginin, eine β-Galactosidase sowie Decarboxylasen für Ornithin und Lysin, und ist positiv für die Voges-Proskauer-Reaktion. Die optimale Temperatur für die Kultivierung liegt bei 28 °C auf GYM-Medium.

## Bedeutung
Verschiedene Stämme von Streptomyces achromogenes produzieren unter anderem die aufgrund ihrer Betazelltoxizität in der Krebstherapie und in der experimentellen Diabetesforschung eingesetzte Substanz Streptozocin, die Antibiotika Sarcidin, Rubradirin und Tomaymycin sowie die antiviral wirksame Verbindung Achromoviromycin. Auch die in der molekularbiologischen Forschung genutzten Typ-II-Restriktionsenzyme (EC 3.1.21.4) SacI und SacII sowie SacNI, ein Isoschizomer zu BanII aus Bacillus aneurinolyticus, stammen aus Streptomyces achromogenes.